# Lun
El Lun (en ruso: Лунь, un halcón diurno de la subfamilia Circinae) es un ekranoplano soviético lanzado en 1980. Con una capacidad de carga de 91 toneladas, su misión consistía en transportar y lanzar 6 misiles antibuque P-270 Moskit. Esta aeronave de 74 m sería la única de su clase, puesto que las reducciones presupuestarias sufridas por el ejército soviético obligaron a suspender el programa. Era el ekranoplano más veloz de su época llegando a 550 km/h.
El Lun estaba propulsado con ocho turborreactores Kuznetsov NK-87, montados en palas delanteras, cada uno produciendo 127,4 kN de empuje. Medía casi 120 metros pero no era el más grande Soviético. Tenía un casco de barco volador con una gran placa de desviación en la parte inferior para proporcionar un "paso" para el despegue. Tenía una velocidad máxima de crucero de 550 kilómetros por hora.
Equipado para la guerra antisuperficie, portaba el misil guiado Moskit (Mosquito) P-270. Seis lanzadores de misiles fueron montados en pares en la superficie dorsal de su fuselaje con sistemas de seguimiento avanzados montados en su nariz y cola.
El único ejemplar de esta clase jamás construido, el MD-160, entró en servicio con la Flota del Mar Negro en 1987. Fue retirado a fines de la década de 1990 y ahora está sin usar en una estación naval en Kaspiysk.
Se planeó usar otra versión de Lun como hospital de campaña móvil para un despliegue rápido en cualquier ubicación oceánica o costera. Fue nombrado el Spasatel ("Rescatador"). El trabajo se realizó aproximadamente en un 90%, cuando terminó la financiación militar, y nunca se completó.
Características generales

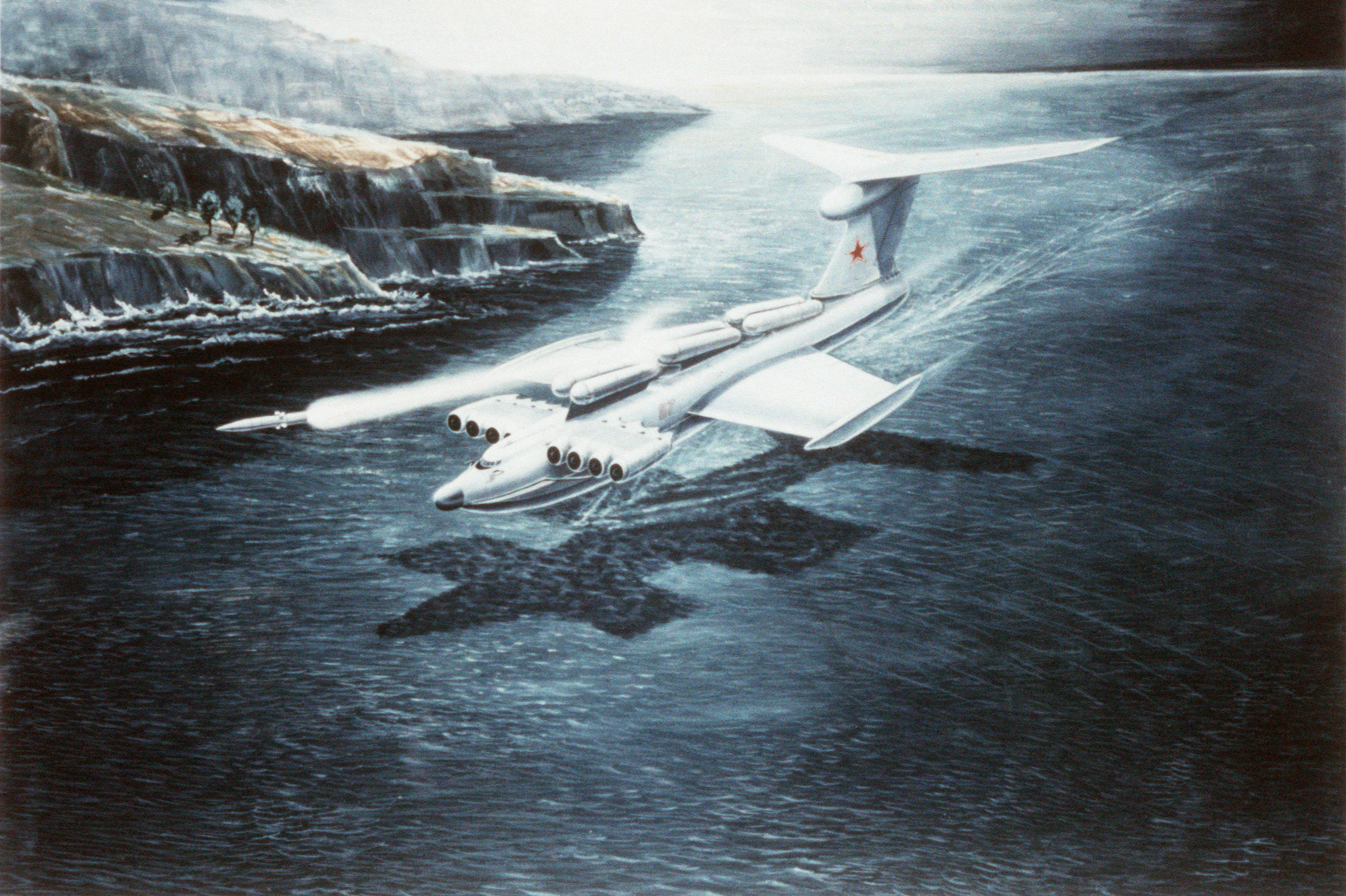
Concepto artístico de un ekranoplano de clase Lun en vuelo.

- Tripulación: 15 (6 oficiales, 9 alistados)
- Capacidad: 137 t
- Longitud: 73,8 m
- Envergadura: 44 m
- Altura: 19,2 m
- Área del ala: 550 m²
- Peso en vacío: 286 000 kg
- Peso máximo de despegue: 380 000 kg
- Planta motriz: 8 × turborreactores Kuznetsov NK-87, empuje de 127,4 kN cada uno.
- Velocidad máxima: 550 km/h
- Velocidad de crucero: 450 km/h a 2,5 m
- Alcance: 2000 km
- Techo de servicio: 5 m en efecto suelo
- Armamento
  - Cañones: dos cañones Pl-23 de 23 mm en una torreta de doble cola y dos cañones Pl-23 de 23 mm en una torreta doble bajo tubos de misiles
  - Misiles: seis lanzadores para misiles antibuque Moskit Sunburn P-270